# NGC 3849
NGC 3849 é uma galáxia espiral (S0-a) localizada na direcção da constelação de Virgo. Possui uma declinação de +03° 13' 56" e uma ascensão recta de 11 horas, 45 minutos e 35,2 segundos.